# Barringtonia racemosa
Barringtonia racemosa är en tvåhjärtbladig växtart som beskrevs av Spreng.. Barringtonia racemosa ingår i släktet Barringtonia och familjen Lecythidaceae. Inga underarter finns listade i Catalogue of Life.

## Bildgalleri

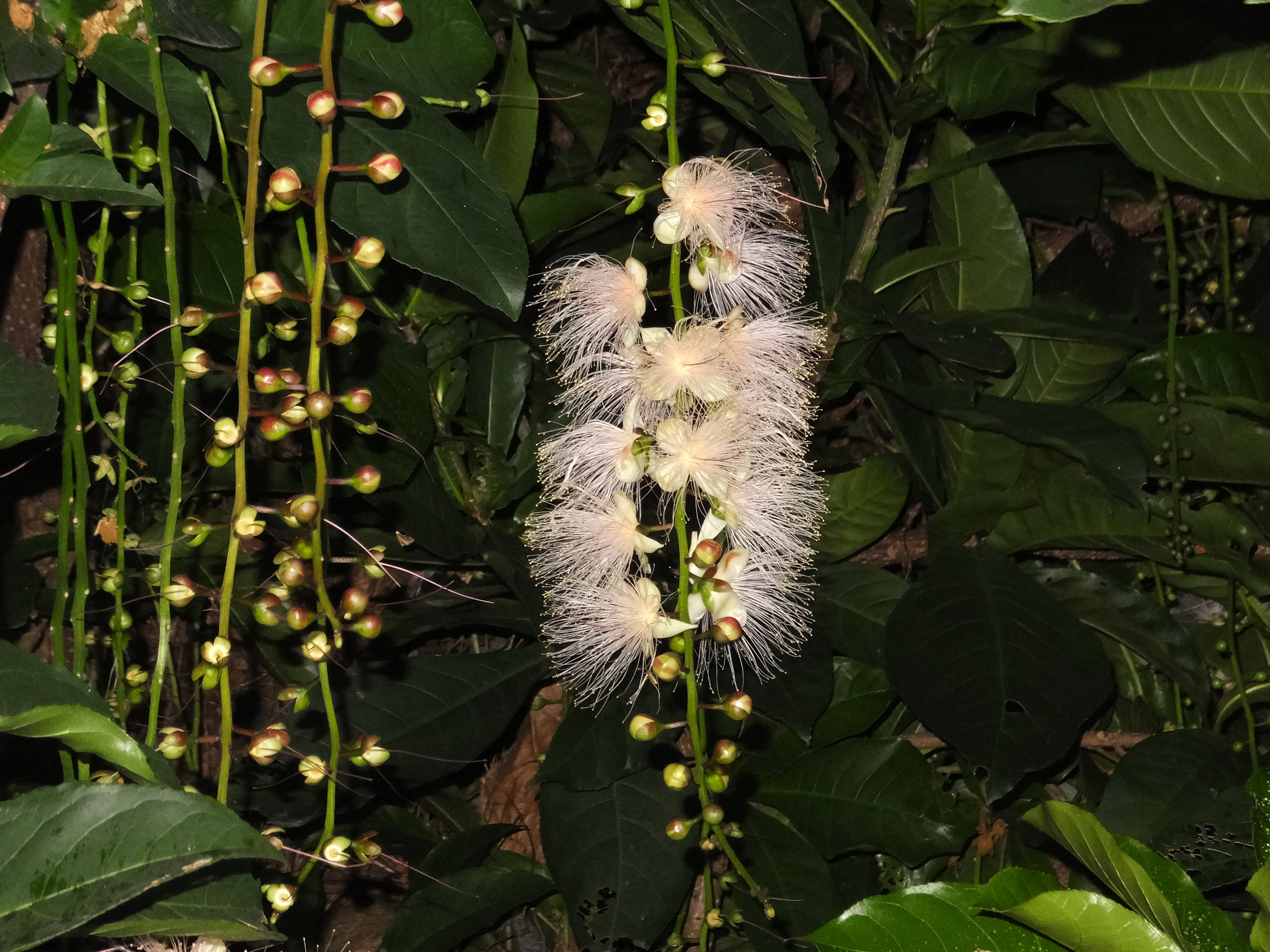
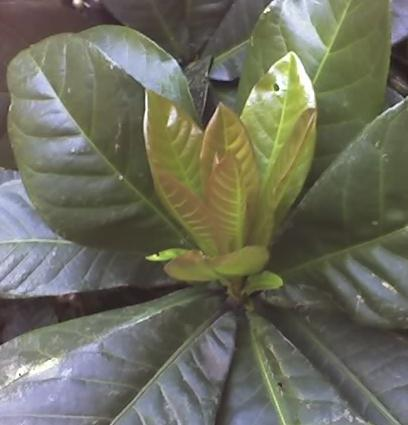
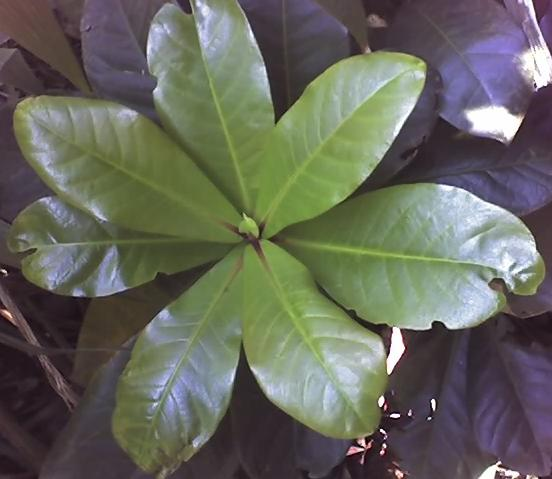
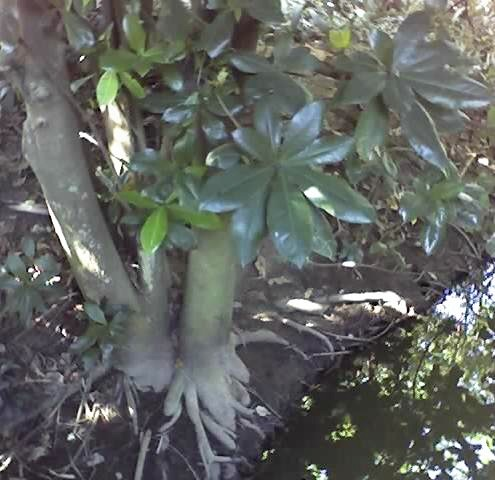
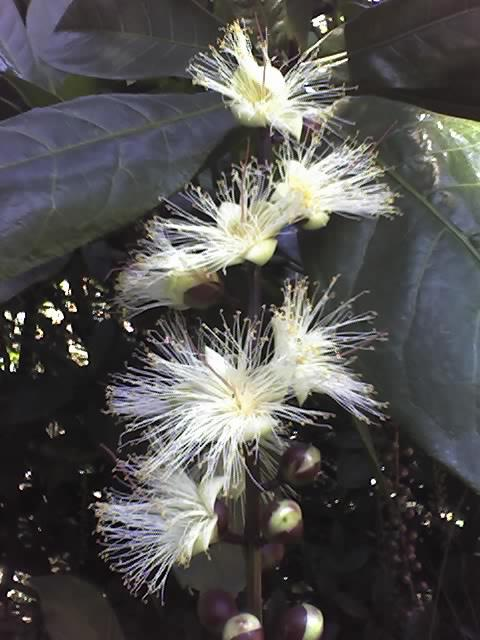
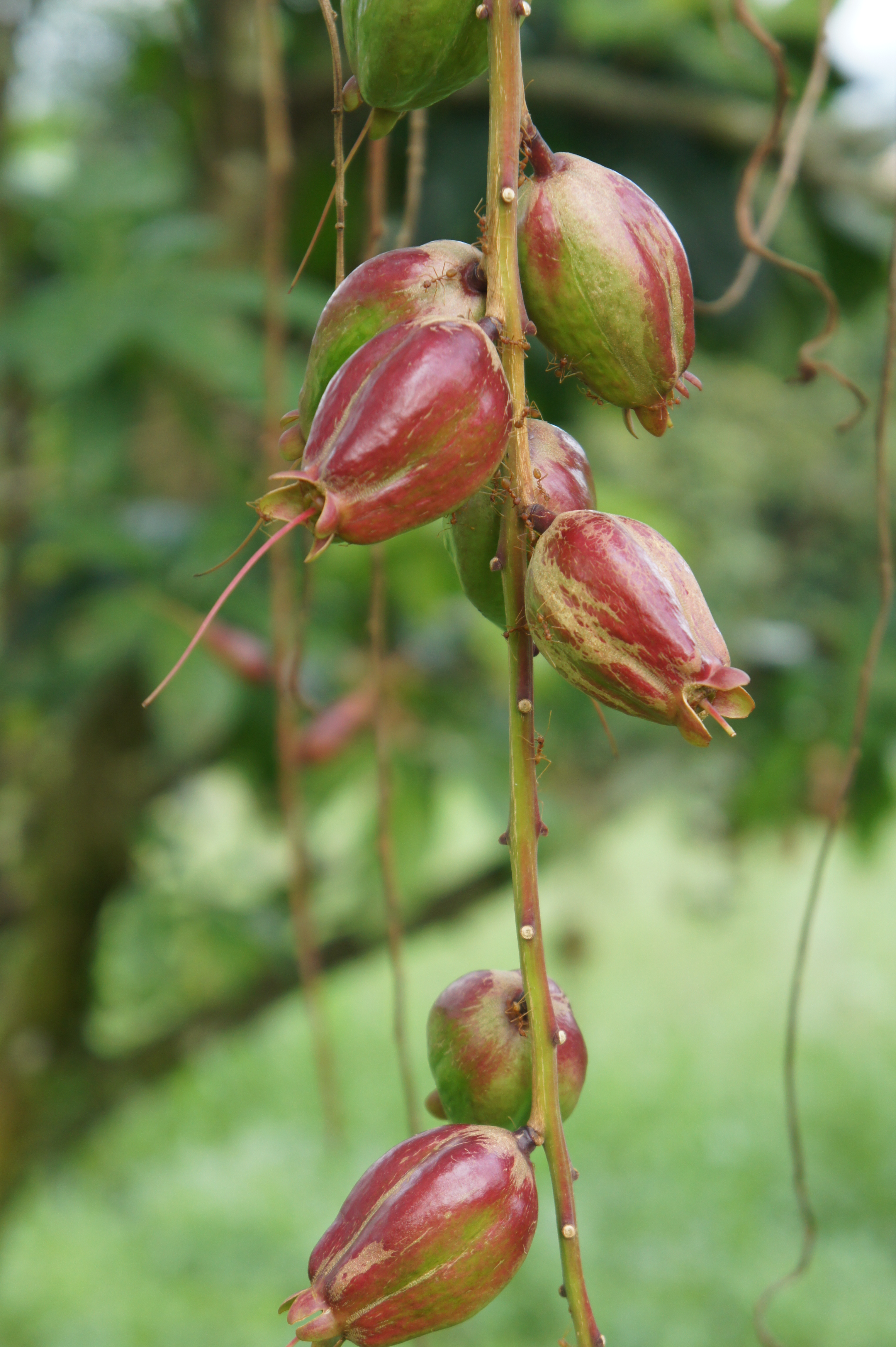